# Sucedió en La Habana
Sucedió en La Habana és una pel·lícula de Cuba del 1938 dirigida per Ramon Peón. És protagonitzada per Luana Alcañiz (com a Luana de Alcañiz), Juan Torena, Rita Montaner i Carlos Orellana. Va ser una de les pel·lícules cubanes més reeixides i ambicioses durant la dècada de 1930. La pel·lícula és una combinació de música, romanç i comèdia, en la qual una jove cubana s'enamora d'un enginyer que treballa al molí de sucre del seu pare, amb moltes escenes divertides a càrrec dels còmics Garrido i Piñero, i interludis musicals amb artistes com l'Havana. Casino Orquestra, les Germanes Milanés, el Septet d'Ignacio Piñeiro, Guyún, i les cantants María de los Ángeles Santana i Margot Alvariño.